# Eliezer Halfin
Eliezer Halfin (Riga, 18 de junio de 1948 - Fürstenfeldbruck, 6 de septiembre de 1972) fue un luchador lituano nacionalizado israelí, con cuyo equipo olímpico compitió en los Juegos Olímpicos de Múnich de 1972. Junto con otros 10 atletas y entrenadores, fue tomado como rehén y luego asesinado por terroristas palestinos de Septiembre Negro en la llamada masacre de Munich.
Junto a sus compañeros, fue llevado al aeródromo Fürstenfeldbruck, a las afueras de Munich, falleciendo durante un intento de misión de rescate organizada por la policía alemana. En dicho intento también murieron cinco de los terroristas y un policía alemán. La autopsia posterior, realizada por el Instituto Forense de la Universidad de Munich, concluyó que Halfin había muerto de un balazo en el corazón y señaló que se encontraron dos paquecitos de caramelos de menta Vivil en ambos bolsillos del pantalón de su cadáver.
Eliezer era mecánico de profesión y nació en la República Socialista Soviética de Letonia. Llegó a Israel en 1969 y se convirtió oficialmente en ciudadano israelí siete meses antes de su muerte. Le sobrevivieron sus padres y una hermana. Era luchador de peso ligero y estuvo activo durante 11 años. En Israel fue miembro del club Hapoel Tel Aviv. Fue enterrado en el cementerio Kiryat Shaul de Tel Aviv.